# Pokémon Cristal
Pokémon Cristal est un jeu vidéo de rôle développé par Game Freak et édité par Nintendo pour la Game Boy Color. Il s’agit d’une version améliorée de Pokémon Or et Argent, qui fait partie de la deuxième génération de la série de jeux vidéo Pokémon. Il est publié au Japon le 14 décembre 2000, puis il sort en 2001 successivement en Amérique du Nord, en Australie et enfin en Europe.
Le 26 janvier 2018, Pokémon Cristal est réédité dans le monde entier pour la console virtuelle Nintendo 3DS. 

## Histoire
L’intrigue reste en grande partie la même que pour Pokémon Or et Argent.

## Système de jeu
Le gameplay de Pokémon Cristal est en grande partie identique à celui de Or et Argent, bien qu'il comporte de nouvelles fonctionnalités. Il s’agit du premier jeu Pokémon permettant au joueur de choisir le sexe de son personnage, alors qu’il était depuis lors toujours masculin.
En outre, quelques intrigues secondaires ont été ajoutées, l'une impliquant le Pokémon légendaire Suicune, figurant sur la couverture du jeu et l'autre impliquant Zarbi. Un des plus gros ajouts du jeu est la Tour de Combat, un nouveau bâtiment qui permet aux joueurs de participer à des combats ressemblant aux combats de Pokémon Stadium. L'édition japonaise du jeu est exclusivement livrée avec l'adaptateur mobile GB, un dispositif qui permet de se connecter avec d'autres joueurs via téléphone mobile.

## Développement
Pokémon Cristal est développé par le studio japonais Game Freak, qui contribue pour la 9e fois à la création d'un jeu Pokémon. Le jeu est dès lors une "copie" de Pokémon Or et Argent, sortis en 1999, également sur Game Boy Color. La console portable rend possible, l'animation des Pokémon via des sprites animés. Par exemple, quand un Héricendre entre en combat, les flammes sur son dos clignotent. Cette fonctionnalité est absente dans Pokémon Rubis et Saphir (2002) et Pokémon Rouge Feu et Vert Feuille (2004), mais est revenue dans tous les jeux suivants, à commencer par Pokémon Emeraude (2004)[réf. nécessaire].

### Réédition
Pokémon Cristal est réédité par Nintendo, pour la Nintendo 3DS, et sort le 26 janvier 2018 via la boutique en ligne de la console virtuelle. Le jeu est également commercialisé en version boîte, mais au détriment d'une cartouche, il contient un code de téléchargement. De plus, à l'occasion de ce portage, Nintendo lance une version collector de la New Nintendo 2DS XL.
Le jeu est quasi identique à son original sur Game Boy Color. Cependant, il bénéficie des « capacités de communication sans fil des consoles de la famille Nintendo 3DS, permettant ainsi de profiter des Échanges Link et des combats de Pokémon entre joueurs », même pour les joueurs qui disposent des versions Or et Argent.

## Accueil

### Critiques
Pokémon Cristal est bien accueilli par la presse spécialisée, même si beaucoup de journalistes ont fait remarquer qu'il n'y avait tout simplement pas assez de nouveautés et de fonctionnalités pour le différencier de manière significative des jeux Pokémon Or et Argent. Le site d'agrégation de notes GameRankings obtient alors un score global de 79,86 %, sur la base de 12 critiques. Craig Harris de IGN attribue au jeu un "remarquable" 9 sur 10 en déclarant: « La dernière édition des jeux Pokémon de la Game Boy Color est définitivement la version à obtenir si vous n'êtes pas déjà un des milliards de propriétaires des jeux précédents, avec de légères mises à jour du design et des graphismes [...] mais il n'y a pas grand-chose dans cette version qui en fait un "achat indispensable" pour les gens qui possèdent déjà une copie ou deux des versions précédentes ». Au Japon, le magazine Famitsu lui donne la note de 34 sur 40 tandis qu'en France, Jeuxvideo.com lui attribue la note de 15 sur 20.

### Ventes
Selon le site VG Chartz, aux méthodes de calcul controversées, la version Game Boy Color du jeu se serait écoulée à près de 6,39 millions d'exemplaires dans le monde. Au Japon, Pokémon Cristal est le deuxième jeu Game Boy Color le plus vendu, avec 1 871 307 exemplaires vendus.